# Edicions Cal·lígraf
Edicions Cal·lígraf és una editorial catalana fundada l'any 2011 a Figueres. El seu catàleg comprèn literatura local i internacional, contemporània i clàssica en català i en castellà de gèneres diversos, amb autories com ara Franz Kafka, Nikolai Gógol, Aleksandr Puixkin, Kavafis, Audre Lorde, Pau Riba, Alexandros Panagoulis, Virginia Woolf, Hafez de Xiraz o Virgilio Giotti, així com la recuperació del clàssic de la filosofia catalana Elogi de la mentida de Josep Torres Tribó.
L'editorial publica també amb format de llibre la revista Encesa Literària, estructurada al voltant d'un quadern central dedicat a una autoria o un gènere literari, amb una periodicitat semestral.